# Villa Dolores
Villa Dolores est une ville de la province de Córdoba, en Argentine, et le chef-lieu du département de San Javier. Elle est située à 112 km au sud-ouest de la capitale provinciale, Córdoba. Sa population s'élevait à 28 009 habitants en 2001.
Son nom vient de Nuestra Señora de los Dolores, saint patronne de la ville.

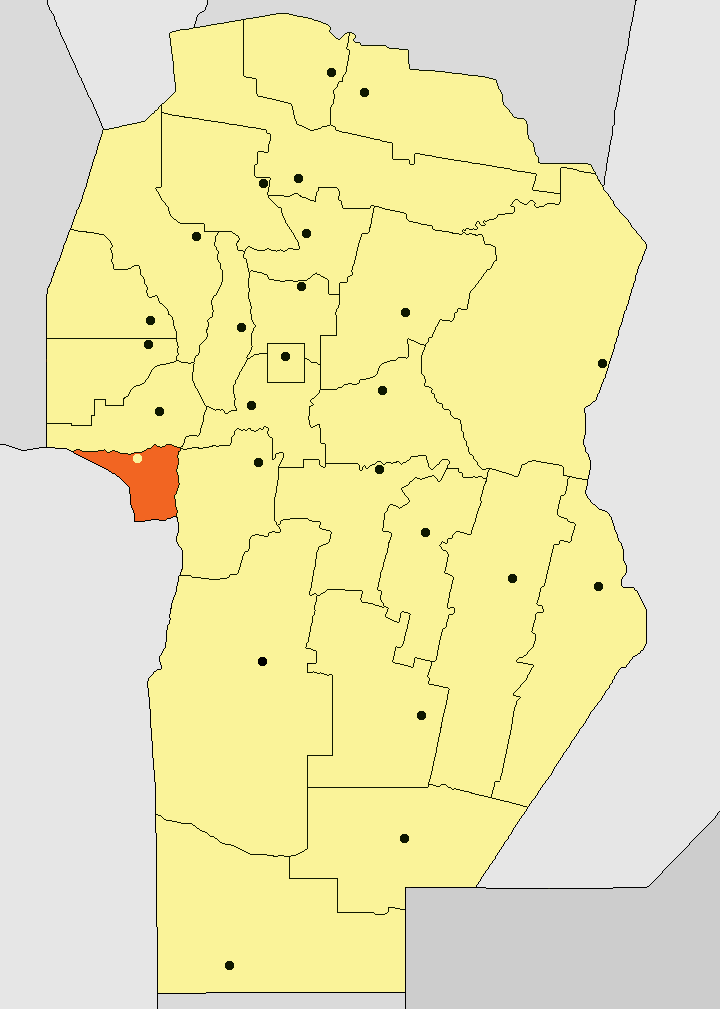
Localisation de la ville dans la province